# Neal McDonough
Neal McDonough (Boston, 13 de fevereiro de 1966) é um ator americano. Ele é mais conhecido por interpretar Dum Dum Dugan no Universo Cinematográfico Marvel.

## Filmografia

### Cinema
| Ano  | Título                                     | Papel                                        | Notas          |
| ---- | ------------------------------------------ | -------------------------------------------- | -------------- |
| 1990 | Darkman                                    | Estivador #2                                 |                |
| 1994 | Angels in the Outfield                     | Whit Bass                                    |                |
| 1995 | Three Wishes                               | Policial                                     |                |
| 1996 | One Tough Bastard                          | Agente Ward                                  |                |
| 1996 | Star Trek: First Contact                   | Tenente Hawk                                 |                |
| 1997 | Fire Down Below                            | Motorista de caminhão na Parada de Caminhões |                |
| 1997 | Circles                                    | Brian Miano                                  |                |
| 1998 | Telling You                                | Eddie                                        |                |
| 1999 | You're Killing Me                          | Peter Gish                                   |                |
| 1999 | Ravenous                                   | Reich                                        |                |
| 1999 | A Perfect Little Man                       | Billy Morrisson                              |                |
| 2002 | Minority Report                            | Fletcher                                     |                |
| 2003 | They Call Him Sasquatch                    | Ned Dwyer                                    |                |
| 2003 | Timeline                                   | Frank Gordon                                 |                |
| 2004 | Walking Tall                               | Jay Hamilton                                 |                |
| 2005 | Silent Men                                 | Liam                                         |                |
| 2006 | The Guardian                               | Jack Skinner                                 |                |
| 2006 | The Last Time                              | Hurly                                        |                |
| 2006 | Flags of Our Fathers                       | Capitão Severance                            |                |
| 2007 | Brothers Three: An American Gothic         | Rick                                         |                |
| 2007 | The Hitcher                                | Tenente Esteridge                            |                |
| 2007 | 88 Minutes                                 | Jon Forster                                  |                |
| 2007 | Machine                                    | Ford                                         |                |
| 2007 | I Know Who Killed Me                       | Daniel Fleming                               |                |
| 2008 | Traitor                                    | Max Archer                                   |                |
| 2008 | Forever Strong                             | Treinador Richard Penning                    |                |
| 2009 | Street Fighter: The Legend of Chun-Li      | M. Bison                                     |                |
| 2010 | DC Showcase: Green Arrow                   | Arqueiro Verde / Oliver Queen                | Curta-metragem |
| 2010 | Superman/Shazam!: The Return of Black Adam | Arqueiro Verde / Oliver Queen                | Curta-metragem |
| 2011 | Ticking Clock                              | Keech                                        |                |
| 2011 | Little Birds                               | Hogan                                        |                |
| 2011 | Captain America: The First Avenger         | Timothy 'Dum Dum' Dugan                      |                |
| 2012 | The Philly Kid                             | LA Jim                                       |                |
| 2013 | Company of Heroes                          | Tenente Joe Conti                            |                |
| 2013 | The Marine 3: Homefront                    | Jonah Pope                                   |                |
| 2013 | Red 2                                      | Jack Horton                                  |                |
| 2013 | Agent Carter                               | Dum Dum Dugan                                | Curta-metragem |
| 2014 | Bad Country                                | Daniel Kiersey                               |                |
| 2014 | Batman: Assault on Arkham                  | Pistoleiro                                   |                |
| 2014 | Falcon Rising                              | Manny                                        |                |
| 2015 | Paul Blart: Mall Cop 2                     | Vincent Sofel                                |                |
| 2015 | The Unspoken                               | Policial Bower                               |                |
| 2016 | Greater                                    | Marty Burlsworth                             |                |
| 2017 | 1922                                       | Harlan Cotterie                              |                |
| 2018 | Proud Mary                                 | Walter                                       |                |
| 2018 | Game Over, Man!                            | Conrad                                       |                |
| 2019 | Buddy Games                                | Ele mesmo                                    |                |
| 2020 | Sonic the Hedgehog                         | Major Bennington                             |                |
| 2020 | The Warrant                                | John Breaker                                 |                |
| 2020 | Monsters of Man                            | Major                                        |                |
| 2021 | Apex                                       | Dr. Samuel Rainsford                         |                |
| 2021 | Resident Evil: Welcome to Raccoon City     | William Birkin                               |                |
| 2021 | Red Stone                                  | Boon                                         |                |
| 2022 | Boon                                       | Boon                                         |                |
| 2022 | There Are No Saints                        | Vincent                                      |                |
| 2023 | Left Behind: Rise of the Antichrist        | Jonathan Stonogal                            |                |
| 2023 | The Warrant: Breaker's Law                 | John Breaker                                 |                |
| 2023 | Phoenix                                    | General Shackleton                           |                |
| 2023 | Soul Mates                                 | Casamenteiro                                 |                |
| 2023 | The Shift                                  | Benfeitor                                    |                |
| 2023 | Holiday Twist                              | Skip                                         |                |
| 2024 | Outlaw Posse                               | Bart                                         |                |
| 2024 | Guns & Moses                               | Donovan Kirk                                 |                |
| 2024 | Homestead                                  | Ian Ross                                     |                |
| 2024 | The Writer                                 | Pai                                          | Curta-metragem |
| 2025 | Skillhouse                                 | Brandon Vega                                 |                |
| 2025 | The Last Rodeo                             | Joe Wainright                                |                |
| 2025 | The Gettysburg Address                     | Charles Sumner Tainter                       |                |

### Televisão
| Ano       | Título                                | Papel                         | Notas                                                         |
| --------- | ------------------------------------- | ----------------------------- | ------------------------------------------------------------- |
| 1991      | China Beach                           | Lurch                         | Episódio: "Hello Goodbye"                                     |
| 1991      | Quantum Leap                          | Chucky Myerwich               | Episódio: "Play Ball"                                         |
| 1991      | Babe Ruth                             | Lou Gehrig                    | Telefilme                                                     |
| 1992      | The Burden of Proof                   | John Granum                   | Episódio: "Part: 1"                                           |
| 1992      | Cruel Doubt                           | Neal Henderson                | 2 episódios                                                   |
| 1993      | The Legend of Prince Valiant          | Rei Aramis / Espião           | 2 episódios                                                   |
| 1993      | In the Line of Duty: Ambush in Waco   | Jason                         | Telefilme                                                     |
| 1993      | Jack's Place                          | Daniel O'Brien                | Episódio: "The Pipes Are Calling"                             |
| 1993      | Jack Reed: Badge of Honor             | Wayne Carlson                 | Telefilme                                                     |
| 1994      | Aaahh!!! Real Monsters                | Camera #1 / Monstro #1        | Episódio: "Curse of the Krumm/Krumm Goes Hollywood"           |
| 1995      | Cybill                                | Kevin Blanders                | Episódio: "As the World Turns to Crap"                        |
| 1995      | VR.5                                  | Lance Jackson                 | Episódio: "Facing the Fire"                                   |
| 1995      | White Dwarf                           | Dr. Driscoll Rampart          | Telefilme                                                     |
| 1995      | Iron Man                              | Firebrand                     | Episódio: "Fire and Rain"                                     |
| 1995      | JAG                                   | Primeiro-Tenente Jay Williams | Episódio: "Desert Son"                                        |
| 1995      | The Client                            | Harris Bingham                | Episódio: "Dear Harris"                                       |
| 1995      | Blue River                            | Edward Sellars                | Telefilme                                                     |
| 1996      | Murphy Brown                          | Clive Walker                  | Episódio: "If You're Going to Talk the Talk"                  |
| 1996      | NYPD Blue                             | Jerry Selness                 | Episódio: "He's Not Guilty, He's My Brother"                  |
| 1996–1997 | The Incredible Hulk                   | Bruce Banner                  | 21 episódios                                                  |
| 1996      | Moloney                               | Detetive desonesto            | Episódio: "Pilot"                                             |
| 1996      | Murder One                            | Kyle Rooney                   | 4 episódios                                                   |
| 1997      | Murder Live!                          | Hank Wilson                   | Telefilme                                                     |
| 1997      | Invasion                              | Randy North                   | 2 episódios                                                   |
| 1998      | Diagnosis: Murder                     | Ross Canin                    | 2 episódios                                                   |
| 1998      | Grace & Glorie                        | David Greenwood               | Telefilme                                                     |
| 1999      | The Wonderful World of Disney         | Xerife                        | Episódio: "Balloon Farm"                                      |
| 1999      | Just Shoot Me!                        | Craig                         | Episódio: "Shaking Private Trainer"                           |
| 1999      | Profiler                              | Chris Langston                | Episódio: "To Serve and Protect"                              |
| 2000      | Martial Law                           | Kyle Strode                   | 3 episódios                                                   |
| 2001      | Band of Brothers                      | Lynn 'Buck' Compton           | 8 episódios                                                   |
| 2001      | UC: Undercover                        | Eddie Lawson                  | Episódio: "City on Fire"                                      |
| 2002      | The X-Files                           | Robert Comer                  | 2 episódios                                                   |
| 2002–2003 | Boomtown                              | David McNorris                | 24 episódios                                                  |
| 2004–2005 | Medical Investigation                 | Stephen Connor                | 20 episódios                                                  |
| 2005      | Third Watch                           | Stephen Connor                | Episódio: "In the Family Way"                                 |
| 2007      | Traveler                              | Jack Freed                    | 6 episódios                                                   |
| 2007      | Tin Man                               | Wyatt Cain                    | 3 episódios                                                   |
| 2008–2009 | Desperate Housewives                  | Dave Williams                 | 24 episódios                                                  |
| 2010      | Terriers                              | Tom Cutshaw                   | Episódio: "Hail Mary"                                         |
| 2011      | Law & Order: Criminal Intent          | Monsenhor McTeal              | Episódio: "The Consoler"                                      |
| 2012      | Justified                             | Robert Quarles                | 12 episódios                                                  |
| 2012      | Perception                            | Fredrick James Dafoe          | Episódio: "Cipher"                                            |
| 2012      | CSI: NY                               | Grant Hamilton                | Episódio: "Unspoken"                                          |
| 2013      | CSI: Crime Scene Investigation        | Tommy Barnes                  | Episódio: "Sheltered"                                         |
| 2013      | Mob City                              | William Parker                | 6 episódios                                                   |
| 2014–2019 | Suits                                 | Sean Cahill                   | 17 episódios                                                  |
| 2014      | Agents of S.H.I.E.L.D.                | Dum Dum Dugan                 | Episódio: "Shadows"                                           |
| 2015      | Agent Carter                          | Dum Dum Dugan                 | Episódio: "The Iron Ceiling"                                  |
| 2015      | Public Morals                         | Rusty Patton                  | 9 episódios                                                   |
| 2015–2016 | Arrow                                 | Damien Darhk                  | 20 episódios                                                  |
| 2015-2022 | The Flash                             | Damien Darhk                  | 4 episódios                                                   |
| 2015      | To Appomattox                         | Joseph Hooker                 | 4 episódios                                                   |
| 2016-2020 | Legends of Tomorrow                   | Damien Darhk                  | 21 episódios                                                  |
| 2017      | Rogue                                 | Casey Oaks                    | 5 episódios                                                   |
| 2017      | Survivor's Remorse                    | Brian                         | Episódio: "Repercussions"                                     |
| 2018-2021 | Van Helsing                           | Hansen                        | 9 episódios                                                   |
| 2019      | Yellowstone                           | Malcolm Beck                  | 6 episódios                                                   |
| 2019-2020 | Project Blue Book                     | General James Harding         | 18 episódios                                                  |
| 2020      | Altered Carbon                        | Konrad Harlan                 | 3 episódios                                                   |
| 2020      | The 100                               | Anders                        | 5 episódios                                                   |
| 2021      | What If...?                           | Dum Dum Dugan                 | Episódio: "What If... Captain Carter Were the First Avenger?" |
| 2021      | American Horror Story: Double Feature | Dwight 'Ike' Eisenhower       | 4 episódios                                                   |
| 2022-2023 | 9-1-1: Lone Star                      | Sarg. Ty O'Brien              | 6 episódios                                                   |
| 2024      | Extended Family                       | Oficial Schramm               | Episódio: "The Consequences of Status"                        |
| 2024      | Tulsa King                            | Cal Thresher                  | 10 episódios                                                  |
| 2025      | American Dad!                         | General                       | Episódio: "Guardian"                                          |

### Video game
| Ano  | Título                                    | Papel                                                         |
| ---- | ----------------------------------------- | ------------------------------------------------------------- |
| 2005 | The Incredible Hulk: Ultimate Destruction | Bruce Banner                                                  |
| 2009 | Rogue Warrior                             | Almirante Payton                                              |
| 2011 | Captain America: Super Soldier            | Timothy 'Dum Dum' Dugan                                       |
| 2013 | Injustice: Gods Among Us                  | The Flash / Asa Noturna (Damian Wayne) / Soldado do Regime #2 |
| 2015 | Skylanders: SuperChargers                 | Astroblast                                                    |
| 2015 | Call of Duty: Black Ops III               | Vincent                                                       |